# Matthijs de Ligt
Matthijs de Ligt (* 12. August 1999 in Leiderdorp) ist ein niederländischer Fußballspieler. Der A-Nationalspieler stammt aus der Jugend von Ajax Amsterdam und spielt seit August 2024 für Manchester United.

## Kindheit
De Ligt wurde im südholländischen Leiderdorp geboren. Als er ein Jahr alt war, zog die Familie nach Abcoude in der Provinz Utrecht. In der kleinen Gemeinde, die unweit der Hauptstadt Amsterdam sowie deren Johan-Cruyff-Arena liegt, wuchs der Junge mit seinen Geschwistern, den Zwillingen Wouter und Fleur, in geordneten und behüteten Verhältnissen auf. Seine Eltern waren im Hockey sowie im Tennissport aktiv, auch der junge Matthijs war zunächst eher an Brettspielen und Tennis als an Fußball interessiert.

## Karriere

### Vereine

#### Anfänge
Als Sechsjähriger begleitete de Ligt einen Freund zum Training beim FC Abcoude und wurde anschließend dort angemeldet. Sein dortiger Trainer Dave van Nielen beschrieb ihn als „zurückhaltend, manchmal ein bisschen blauäugig, einfach ein braves Kind“. Zunächst waren die Leistungen des jungen Verteidigers solide, aber nicht außergewöhnlich, jedoch wuchs er schneller als seine Mitspieler, hatte deshalb mehr Kraft und konnte sich so auch in älteren Jahrgängen behaupten. Als sich de Ligt an der Grenze zum Übergewicht bewegte, verbesserte er zusätzlich zu den Einheiten im Verein auch im heimischen Garten seine Technik und fiel so mit neun Jahren Beobachtern von Ajax Amsterdam auf, gegen deren U9 er mit dem FC Abcoude spielte.
2009 wurde er schließlich in der weltbekannten Ajax-Nachwuchsakademie aufgenommen und ordnete fortan jeden Bereich seines noch jungen Lebens den Chancen unter, zum Profi reifen zu können. Dabei halfen ihm auch die vereinseigenen Athletiktrainer, mit deren Hilfe er seine Gewichtsprobleme in den Griff bekam und seine allgemeine Fitness ebenso verbessern konnte wie seine Geschwindigkeit. Neben seinen physischen Vorteilen konnte sich de Ligt rasch die für einen Verteidiger essenzielle Spielübersicht aneignen und erlernte das Spielen scharfer und genauer Pässe. Beim ABN AMRO Future Cup wurde er als B-Jugendlicher und bei der Copa Amsterdam als A-Jugendlicher jeweils zum besten Spieler des Turniers gewählt. Schon in den Jugendmannschaften Amsterdams spielte de Ligt mit Carel Eiting oder Donny van de Beek zusammen, mit denen er später auch für die Profis auf dem Platz stehen sollte. Dani Koks, der de Ligt unter anderem in der Akademie trainierte, lobte den Vorwärtsdrang und die Risikobereitschaft seines Schützlings ebenso wie dessen Bereitschaft, eigene Fehler wieder auszugleichen und im Team voranzugehen, ohne ein „Lautsprecher“ gewesen zu sein. Mit der A-Jugend Amsterdams holt der Jungspieler 2015 und 2016 jeweils den nationalen Meistertitel.

#### Durchbruch bei Ajax Amsterdam
Im September 2015 unterzeichnete der 16-jährige de Ligt bei Ajax seinen ersten Profivertrag über drei Jahre und wurde am Ende der Saison 2015/16 zum vereinsinternen Talent der Zukunft gewählt. Der ehemalige Ajax-Spieler Barry Hulshoff und Mino Raiola wurden in der Folge seine Manager.
Unter Peter Bosz folgte im September 2016 nach mehreren Startelfeinsätzen in der zweiten Liga das Debüt für die erste Herrenmannschaft im Pokal gegen Willem II Tilburg; zum 5:0 konnte er bereits seinen ersten Treffer beisteuern. Damit war er nach Clarence Seedorf der zweitjüngste Pokaltorschütze in der Vereinsgeschichte. Der Abwehrspieler pendelte zwischen den Herrenmannschaften sowie der U19 und hatte einen großen Anteil am Erreichen des Endspiels der Europa League mit der ersten Mannschaft. Bereits zur Spielzeit 2017/18 rückte de Ligt fest in deren Kader auf und war in der Innenverteidigung als Teil einer Viererkette neben wechselnden Partnern wie Joël Veltman, Nick Viergever und Maximilian Wöber gesetzt. Im April 2018 wurde der Verteidiger nach einer Verletzung von Joël Veltman zu Ajax’ bis dato jüngstem Mannschaftskapitän ernannt. Am Ende der Saison wählte man ihn zum Ajax-Talent des Jahres und zum niederländischen Talent des Jahres.
In der Saison 2018/19 spielte de Ligt in der Verteidigung meist zusammen mit Daley Blind, der im Sommer zu Ajax zurückgekehrt war. Durch seine Leistung weckte er das Interesse europäischer Topvereine und spielte mit Ajax in der UEFA Champions League, wo auf dem Weg ins Halbfinale Real Madrid und Juventus Turin eliminiert wurden. Gegen Juventus köpfte der mittlerweile 19-Jährige beispielsweise im Rückspiel das entscheidende 2:1. Gemeinsam mit seinen Teamkameraden erinnerte er so an das Frühjahr 1995, als Ajax letztmals mit Spielern wie Seedorf, Marc Overmars oder Edgar Davids den Henkelpott hatte erringen können. Darüber hinaus gewann er neben seinem jeweils ersten Landesmeister- und Pokaltitel als bislang erster Verteidiger den Golden Boy für den besten U21-Spieler Europas des Jahres 2018. Im Dezember 2018 wurde de Ligt von der UEFA in das Champions League Breakthrough Team 2018 gewählt, in einer Expertenliste der besten Fußballspieler der Welt platzierte ihn der Guardian hingegen auf Platz 89.

#### Juventus Turin

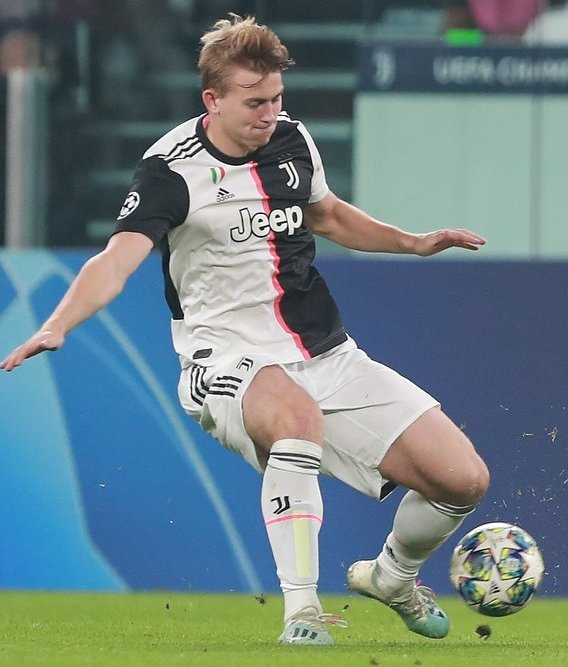
Bei Juventus (2019)

Zur Saison 2019/20 wechselte de Ligt in die italienische Serie A zu Juventus Turin. Er unterschrieb einen Vertrag mit einer Laufzeit bis zum 30. Juni 2024 und wurde mit einer Ablösesumme in Höhe von 75 Millionen Euro, die sich durch Bonuszahlungen um 10,5 Millionen Euro erhöhen konnte, zu einem der bis dahin teuersten Transfers der Fußballgeschichte. Ende November 2019 wurde de Ligt bei der Wahl zum Golden Boy für den besten U21-Spieler Europas, die er im Vorjahr gewonnen hatte, hinter João Félix, Jadon Sancho, Kai Havertz und Erling Haaland auf den 5. Platz gewählt. Anfang Dezember 2019 wurde er von France Football mit der Kopa-Trophäe als weltbester U21-Spieler des Jahres ausgezeichnet. Neben Spielführer Leonardo Bonucci war der Niederländer in der Innenverteidigung der Viererkette gesetzt, kam auf 29 Ligaspiele (fünf Scorerpunkte) sowie vier Partien im Pokal und fünf in der Champions League. Während man im Pokal der SSC Neapel unterlag, errang Juventus erneut den Landesmeistertitel, in der Champions League wurde der Spielbetrieb hingegen bis Anfang August 2020 in Folge der COVID-19-Pandemie unterbrochen, im Achtelfinalspiel schied das Team gegen Olympique Lyon aus. In der Serie A hatten darüber hinaus lediglich Inter Mailand und Lazio Rom noch weniger Gegentore zugelassen als die Turiner um de Ligt. Allerdings verlief der Einstand des jungen Spielers, der schnell Italienisch lernte, schleppend, nachdem er anfangs dem Druck des großen Traditionsvereins nicht gewachsen war. Rasch unterliefen ihm ein Eigentor sowie mehrere Handspiele, die zu Strafstößen führten.
Vor der Vorbereitung auf die Spielzeit 2020/21 musste sich de Ligt einer Schulteroperation unterziehen, nach dem Jahreswechsel infizierte er sich mit dem Coronavirus.

#### FC Bayern München
Zur Saison 2022/23 wechselte de Ligt für eine Ablösesumme in Höhe von 67 Millionen Euro, die sich durch Bonuszahlungen um bis zu 10 Millionen Euro erhöhen kann, in die Bundesliga zum FC Bayern München. Er unterschrieb einen Vertrag bis zum 30. Juni 2027. Aufmerksamkeit erhielt er nach einer spektakulären Grätsche in dem Champions-League-Spiel gegen Paris Saint-Germain am 8. März 2023, mit der er den FC Bayern vor einem Rückstand bewahrte. In seiner ersten Saison gewann er mit Bayern die Deutsche Meisterschaft. 

#### Manchester United
Gemeinsam mit Noussair Mazraoui wechselte er im August 2024 zum englischen Erstligisten Manchester United, bei dem er einen bis zum 30. Juni 2029 datierten Vertrag unterschrieb.
Es wurde berichtet, dass zwischen den beiden Clubs ein Transfer im Wert von zunächst 45 Millionen Euro plus 5 Millionen Euro Prämien vereinbart worden sei.

### Nationalmannschaft
Beginnend mit der U15 durchlief de Ligt ab 2014 alle niederländischen Juniorenmannschaften. Ab 2015 spielte er für die U17-Nationalmannschaft.
Am 25. März 2017 debütierte er für die A-Nationalmannschaft, die in Sofia das Qualifikationsspiel für die Weltmeisterschaft 2018 mit 0:2 gegen die Nationalmannschaft Bulgariens verlor; er spielte von Beginn an und wurde zur zweiten Halbzeit durch Wesley Hoedt ersetzt. Bei der 2:3-Niederlage gegen Deutschland im EM-Qualifikationsspiel am 24. März 2019 erzielte der Verteidiger seinen ersten A-Länderspieltreffer. Bei der Europameisterschaft 2020 verpasste er das Auftaktspiel gegen die Ukraine aufgrund einer Leistenverletzung. In den letzten beiden Spielen der Gruppenphase stand er jeweils 90 Minuten auf dem Platz und half somit seinem Team sich für das Achtelfinale zu qualifizieren. In der ersten K.o.-Runde gegen Tschechien beging er in der 52. Minute als letzter Mann ein Handspiel und sah dafür die rote Karte. Die Niederlande verloren daraufhin in Unterzahl das Spiel und schieden aus dem Turnier aus.

## Titel und Auszeichnungen
Niederlande
- Meister: 2019
- Pokalsieger: 2019

Italien
- Meister: 2020
- Pokalsieger: 2021
- Supercupsieger: 2020

Deutschland
- Meister: 2023
- DFL-Supercup-Sieger: 2022

Persönliche Auszeichnungen
- FIFA FIFPro World XI: 2019
- UEFA Team of the Year: 2019
- Golden Boy: 2018
- Kopa-Trophäe: 2019
- Rookie des Monats der Fußball-Bundesliga: April 2023
- Wahl in die VDV 11: 2022/23